# 兵庫県立明石公園第一野球場
兵庫県立明石公園第一野球場（ひょうごけんりつあかしこうえん だいいちやきゅうじょう）は、兵庫県明石市の兵庫県立明石公園内にある硬式野球が行える野球場。施設は兵庫県が所有し、公益財団法人兵庫県園芸・公園協会が指定管理者として運営管理を行っている。
なお、神戸市東灘区に本社を置くトーカロが命名権を取得しており、2011年7月から「明石トーカロ球場」の呼称を用いている（詳細は後述）。

## 歴史
1932年3月31日竣工。
開場以来、全国高等学校野球選手権兵庫大会の決勝戦や全国高等学校軟式野球選手権大会の本大会が行われることから「もうひとつの甲子園」とも呼ばれ、アマチュア野球の公式戦などが行われている。
プロ野球では、キャンプ地として読売ジャイアンツが戦前の1940年から3回、戦後は1949年から1959年の間の9回、本球場で春季キャンプを挙行している。長嶋茂雄が巨人に入団した1958年の春季キャンプ地であり、巨人軍投手だった馬場正平（後のプロレスラー：ジャイアント馬場）が馬場元子夫人と初めて出会ったのも、この明石キャンプの時である。
本球場は数回の改築や改修が行われていて、戦後の1960年代初頭には大洋ホエールズも当時の親会社だった大洋漁業が明石発祥の企業である縁から、本球場で春季キャンプを3回行っていたことがある。また、水原茂監督時代の中日ドラゴンズも本球場でキャンプを行っていた。
1949年5月に公式戦の南海ホークス対大陽ロビンス戦が行われて以降、近年は公式戦が開催されることはなくなったが、オープン戦は主に阪神タイガースやオリックス・バファローズの主催により不定期で開催されている他、近年は宮城県を本拠地としている東北楽天ゴールデンイーグルス主管の試合（東北地方の気候条件と、球団オーナーの三木谷浩史が兵庫県出身であるため）を年1回程度開催している。
2009年から2010年までは関西独立リーグに所属していた明石レッドソルジャーズの本拠地としても使用された。
2011年3月11日14時46分に東日本大震災が発生した際、本球場では楽天対千葉ロッテマリーンズのオープン戦が行われていた。本球場に被害はなかったものの楽天の選手の家族や関係者の安否確認のため試合は8回表終了で打ち切られた。
2021年、県は老朽化の進行を踏まえ大規模改修に向けた調査を開始。調査の結果、スタンドが満席になった際に上部に強度不足が生じることが判明、2022年以降はスタンドの利用を一部制限することとなった。

## 照明設備について
当球場には照明設備がない。国指定史跡区域内に位置していること、隣接して国指定重要文化財の明石城櫓があることなどから、固定式の照明設備の設置が困難な環境にある。2009年の関西独立リーグ発足前には、兵庫県議会で当時の井戸敏三知事が、移動式の照明設備を「整備の方向」で検討したいと答弁したことがあったが、実現していない。

## 命名権
2011年6月、表面処理などを手掛けるトーカロが兵庫県立明石公園第一野球場の命名権を年額300万円（税別）で取得した。契約期間は2011年7月1日から2016年3月31日までの4年9ヶ月で、命名権により「明石トーカロ球場」の呼称を使用している。2015年12月に契約更新を発表し、2016年4月1日から2021年3月31日までの5年間についても同じ名称で使用される。

## 施設概要
明石公園第一野球場
- 両翼：100m、中堅：122m
- 内野：土、外野：天然芝
- 照明設備：なし
- スコアボード：磁気反転式
- 収容人員：12,000人

明石公園第二野球場
- 両翼：80m、中堅：100m
- 収容人員：800人
- 軟式野球およびソフトボール向け

## プロ野球開催実績

### 公式戦
2018年終了時点で7試合を開催。内訳は1リーグ時代3試合、セ・リーグ2試合、パ・リーグ2試合。
- 1949年5月1日 南海ホークス 2-10 大陽ロビンス
- 1949年8月8日 南海ホークス 4-2 大映スターズ
- 1949年11月16日 阪急ブレーブス 7-1 大阪タイガース
- 1950年3月28日 大阪タイガース 2-5 大洋ホエールズ
- 1950年4月8日 大映スターズ 3-8 西鉄クリッパース
- 1951年7月26日 大洋ホエールズ 2-11 大阪タイガース
- 1954年10月21日 阪急ブレーブス 2-12 毎日オリオンズ

### オープン戦
- 1938年3月15日 大阪タイガース10-8ライオン軍
- 1942年11月29日 阪神軍2-2東京巨人軍
- 1948年12月7日　大阪タイガース6-3読売ジャイアンツ
- 1959年3月23日 阪急ブレーブス0-4大洋ホエールズ
- 1960年2月27日 大洋ホエールズ7-3,2-6阪急ブレーブス
- 1976年3月9日 阪神タイガース-ロッテオリオンズ
- 1979年3月22日 阪神タイガース-近鉄バファローズ
- 1980年3月19日 阪神タイガース0-1西武ライオンズ
- 1981年3月24日 阪神タイガース1-2近鉄バファローズ
- 1982年3月24日 阪神タイガース3-10近鉄バファローズ
- 1983年3月26日 阪神タイガース1-3南海ホークス
- 1984年3月13日 阪神タイガース3-5近鉄バファローズ
- 1985年3月23日 阪神タイガース7-7広島東洋カープ
- 1986年3月22日 阪神タイガース4-9広島東洋カープ
- 1987年3月20日 阪神タイガース2-4日本ハムファイターズ
- 1996年3月9日 阪神タイガース4-0中日ドラゴンズ
- 2000年3月13日 阪神タイガース6-0福岡ダイエーホークス　観衆：7,000
- 2007年3月7日 オリックス・バファローズ4-11千葉ロッテマリーンズ　観衆：3,126
- 2009年3月8日 東北楽天ゴールデンイーグルス4-4横浜ベイスターズ　観衆：3,586
- 2010年3月10日 東北楽天ゴールデンイーグルス5-4広島東洋カープ　観衆：2,076
- 2011年3月11日 東北ゴールデンイーグルス1-5千葉ロッテマリーンズ　観衆：3,149
- 2012年3月7日 東北楽天ゴールデンイーグルス1-0埼玉西武ライオンズ　観衆：2,606
- 2013年3月6日 東北楽天ゴールデンイーグルス2-0埼玉西武ライオンズ　観衆：1,840
- 2015年3月10日 東北楽天ゴールデンイーグルス8-6埼玉西武ライオンズ　観衆：1,257
- 2016年3月8日 東北楽天ゴールデンイーグルス11-4東京ヤクルトスワローズ　観衆：3,670
- 2017年3月14日 東北楽天ゴールデンイーグルス2-9広島東洋カープ　観衆：3,800

## 交通
- 山陽本線（JR神戸線）明石駅・山陽電鉄山陽明石駅より徒歩約10分

## 画像

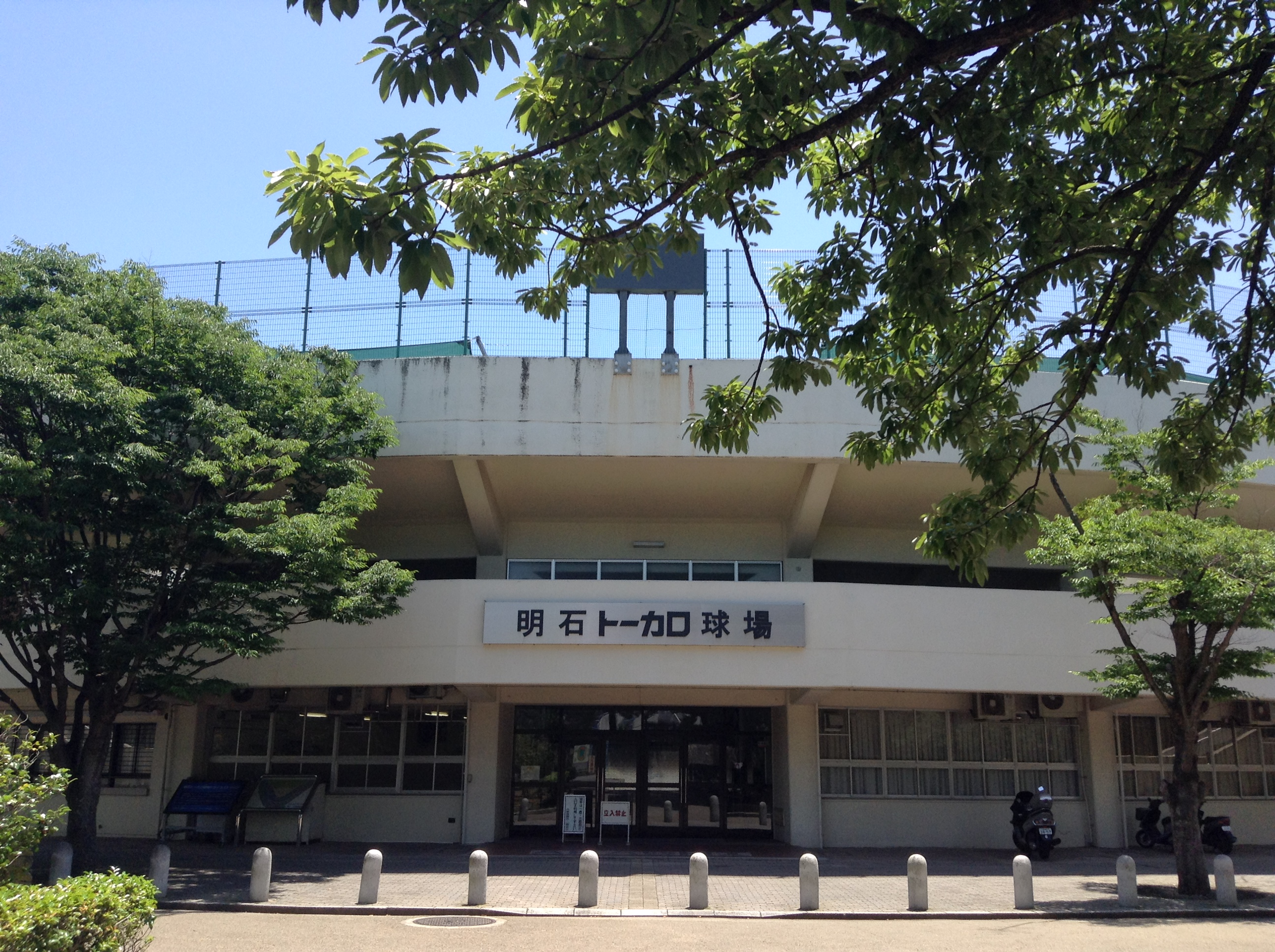
野球場の正面入り口
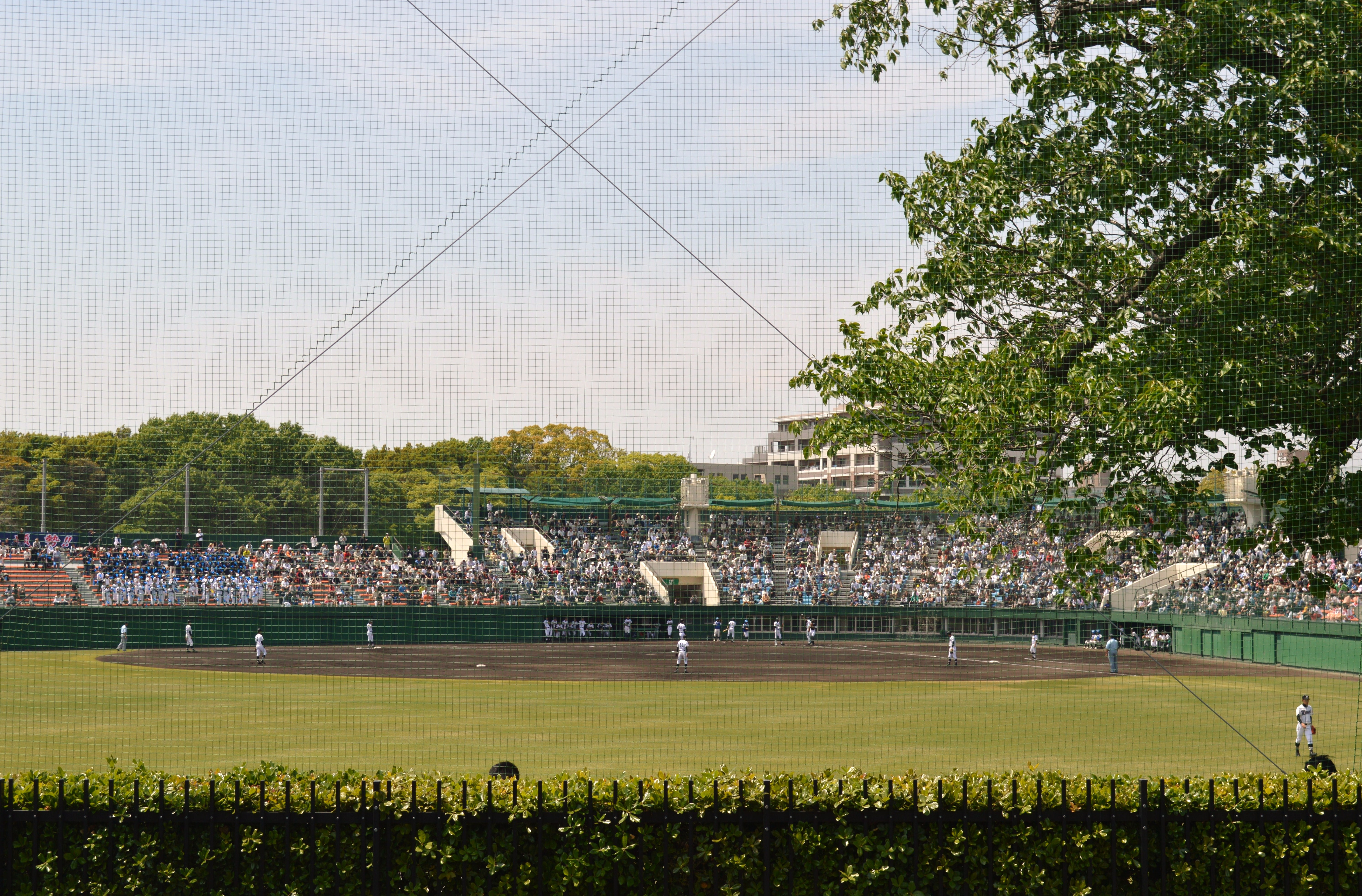
明石公園内よりマウンド方向
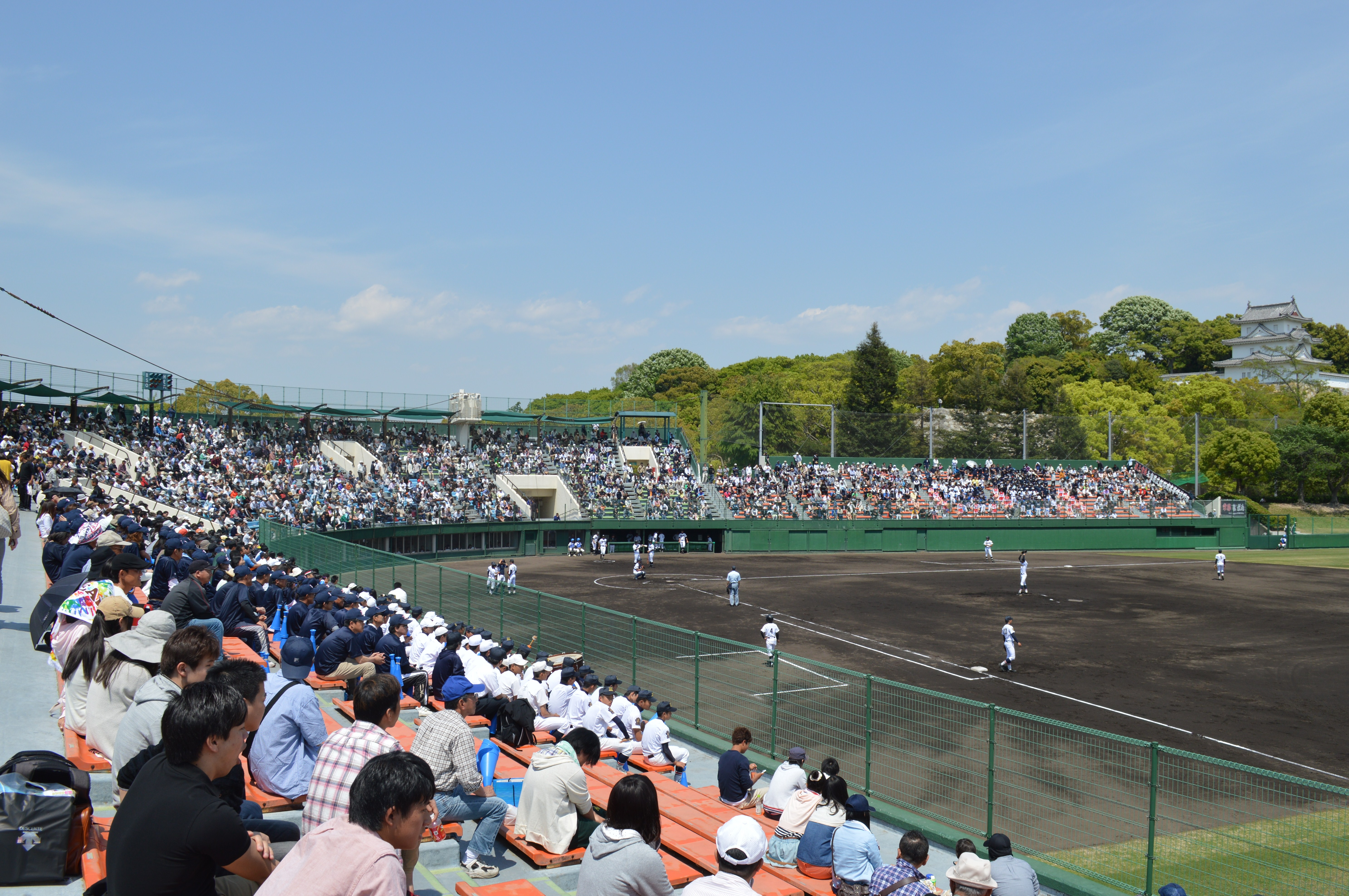
スタンド一塁側よりマウンド方向
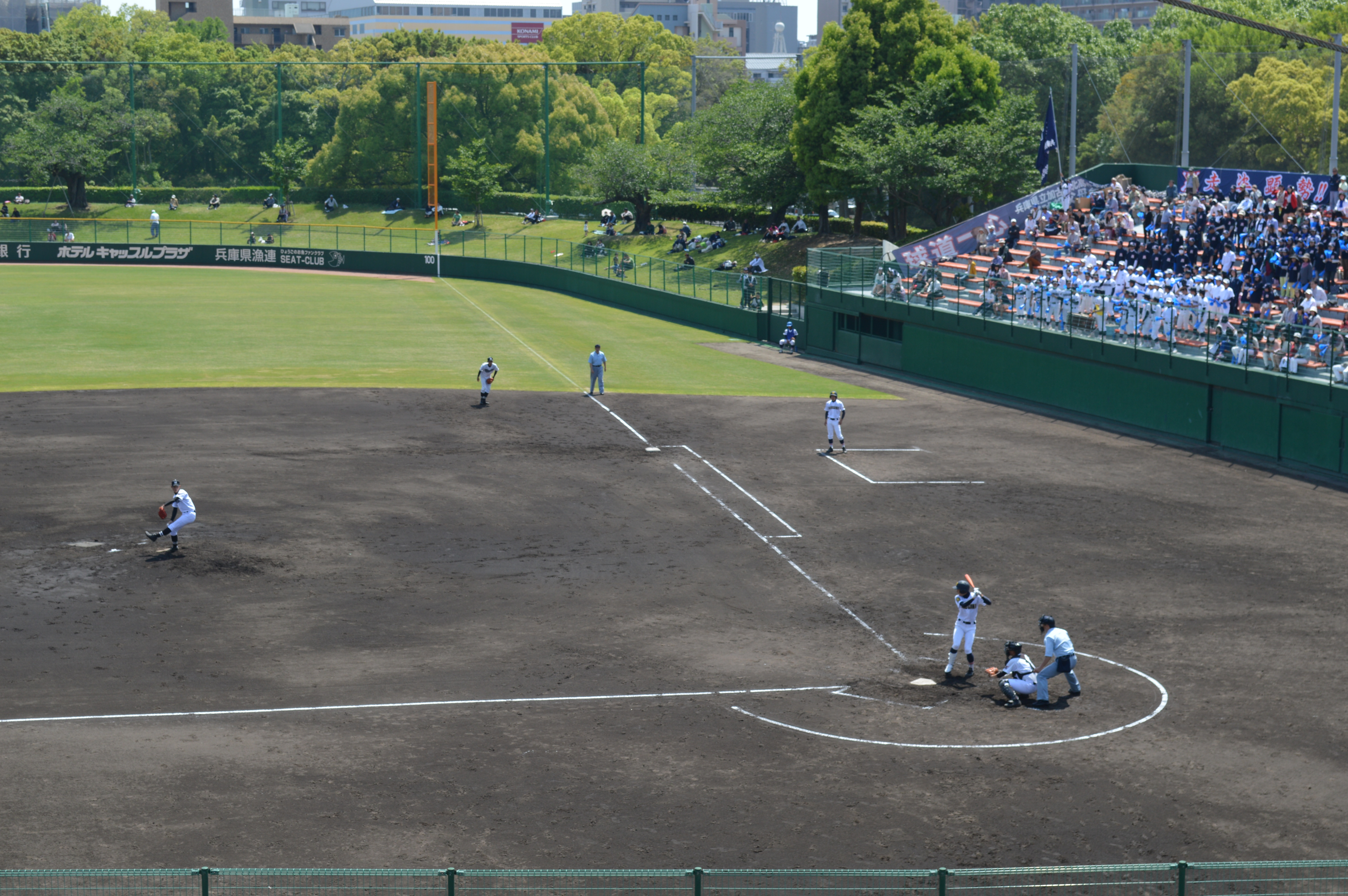
スタンドよりマウンド
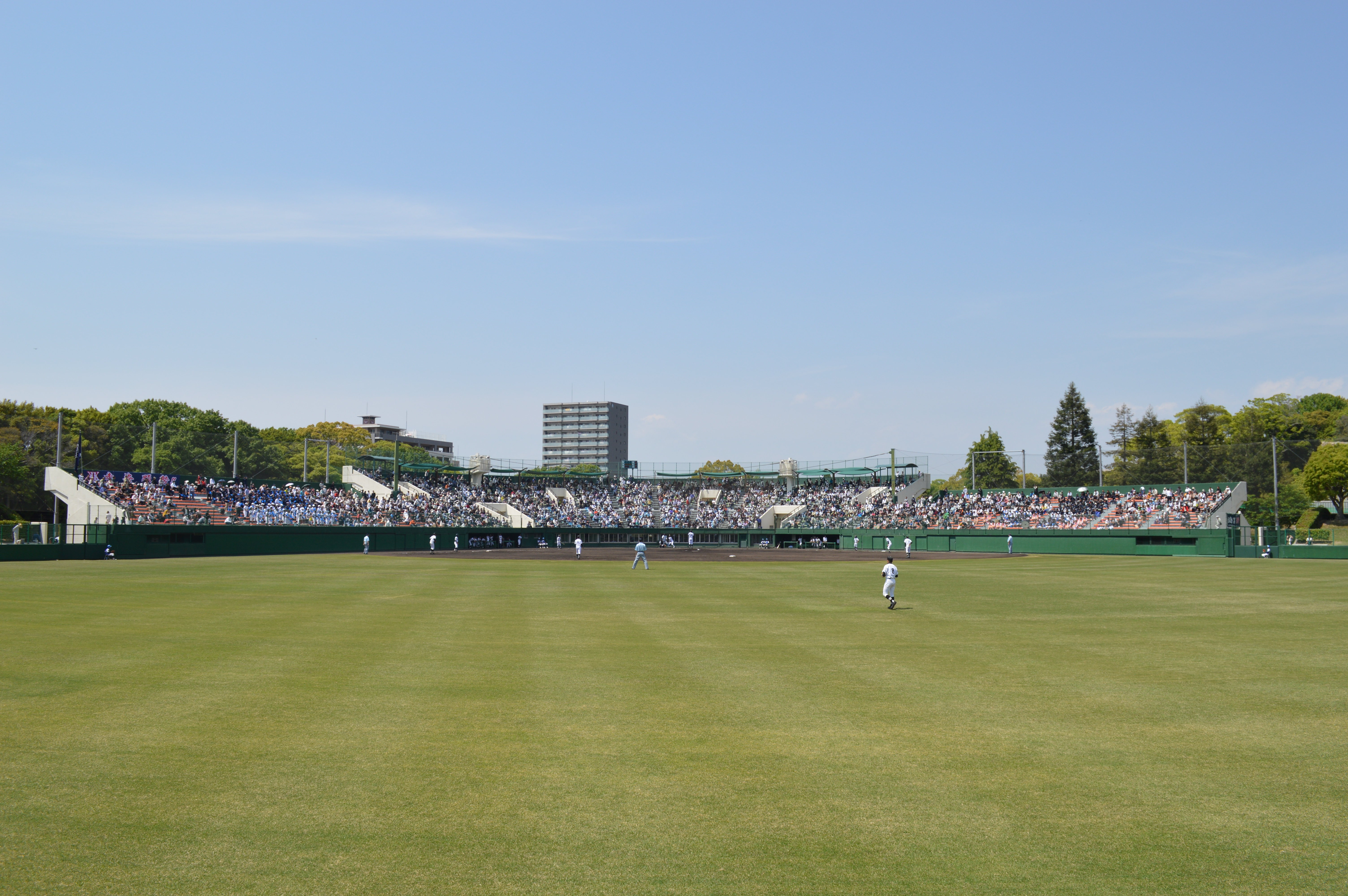
バックスクリーン脇よりマウンド方向